# Delosperma lydenburgense
Delosperma lydenburgense es una especie de planta suculenta perteneciente a la familia de las aizoáceas. Es nativa de Sudáfrica.

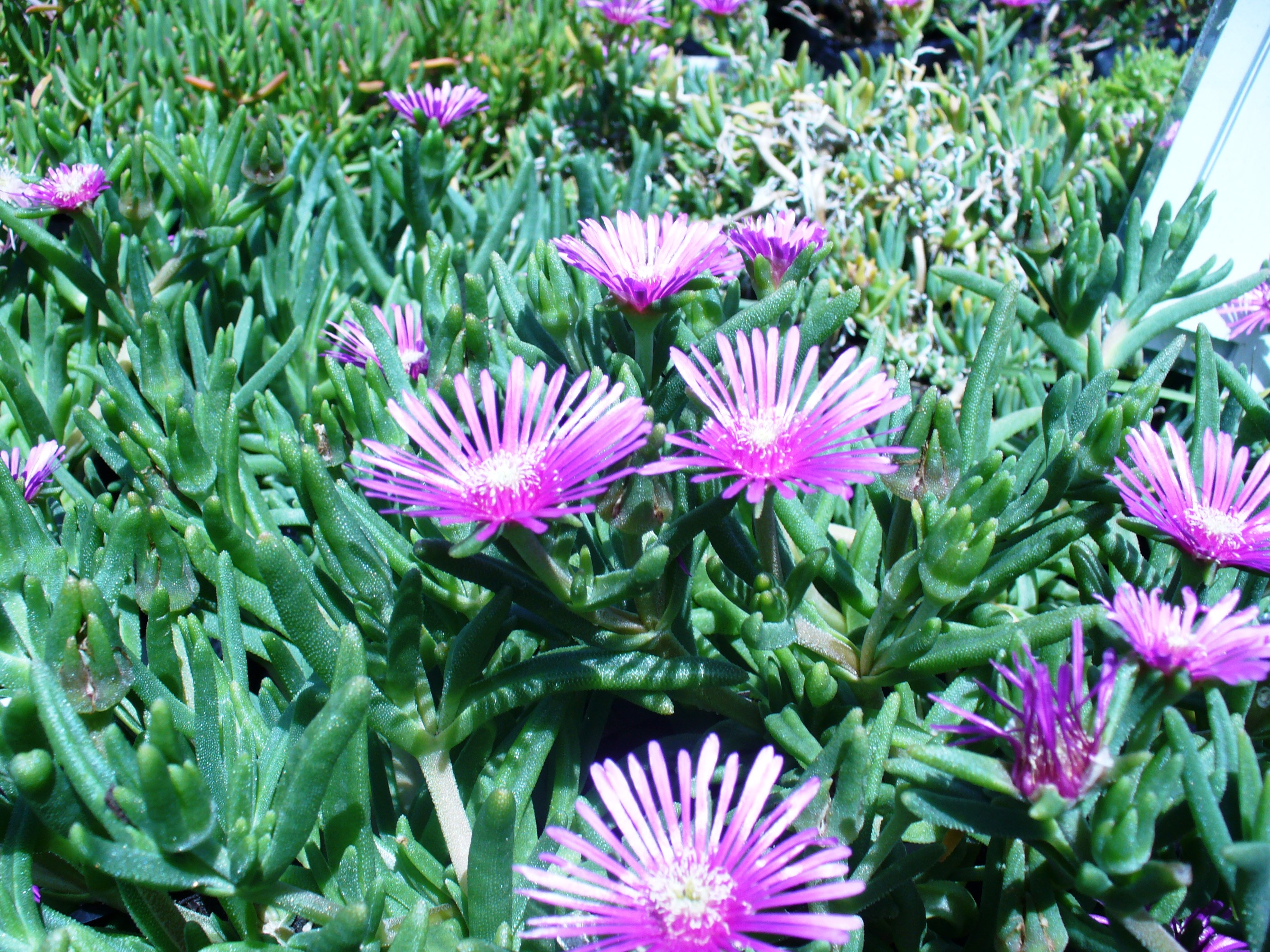
Vista de la planta

## Descripción
Es una pequeña planta suculenta perennifolia que alcanza un tamaño de 9 cm de altura a una altitud de 750 - 2000  metros en Sudáfrica.

## Taxonomía
Delosperma lydenburgense fue descrita por Harriet Margaret Louisa Bolus y publicado en Notes Mesembrianthemum 3: 320. 1958.
Etimología
Delosperma: nombre genérico que deriva de las palabras griegas: delos = "abierto" y sperma = "semilla"  donde hace referencia al hecho de que las semillas son visibles en las cápsulas abiertas.
lydenburgense: epíteto geográfico que alude a su localización en Lydenburg (Sudáfrica).